# 금곡항 (거제시)
금곡항은 경상남도 거제시 하청면 연구리, 칠천도 섬에 있는 어항이다. 2003년 2월 3일 어촌정주어항으로 지정하여 관리하고 있다. 시설관리자는 거제시장이다.

## 어항 연혁
- 칠천도(七川島)의 서남쪽에 위치하여 곡촌(谷村)의 아랫마을이고 서남에 화전산(花田山)이 길게 뻗어 있고 뒤의 목이 가야금 모양이라 금곡(琴谷)이라 하였다.

## 어항 구역
- 수역: 미지정(거제시 하청면 연구리 429-4번지 수역)
- 육역: 미지정

## 어항 시설
- 선착장

## 주요 어종
- 도다리, 노래미, 홍합 등